# Torsten Dahlberg
Anders Torsten Dahlberg, född 18 augusti 1906 i Lackalänga socken, död 11 juli 1996, var professor i tyska språket och litteraturen vid Göteborgs universitet.
Dahlberg blev filosofie doktor 1934 på avhandlingen Die Mundart von Dorste. Han var docent i tyska språket vid Lunds universitet från 1935 till 1945, lektor i Landskrona från 1937 till 1951 och professor vid Göteborgs universitet från 1951 till 1973. Hans efterträdare på professorsstolen blev Märta Åsdahl Holmberg.
Dahlberg ligger begraven på Östra kyrkogården i Göteborg.

## Utmärkelser
- Kommendör av Nordstjärneorden (KNO, 1969)
- Kommendör av Förbundsrepubliken Tysklands förtjänstorden (KTyskRFO, 1967)
- Ledamot av Kungliga Vitterhets Historie och Antikvitets Akademien (LHA, 1967)
- Ledamot av Kungliga Vetenskaps- och Vitterhetssamhället i Göteborg (LVVS, 1953, ordförande 1975)
- Ledamot av Vetenskapssocieteten i Lund (LVSL, 1945)